# Železnice Slovenskej republiky

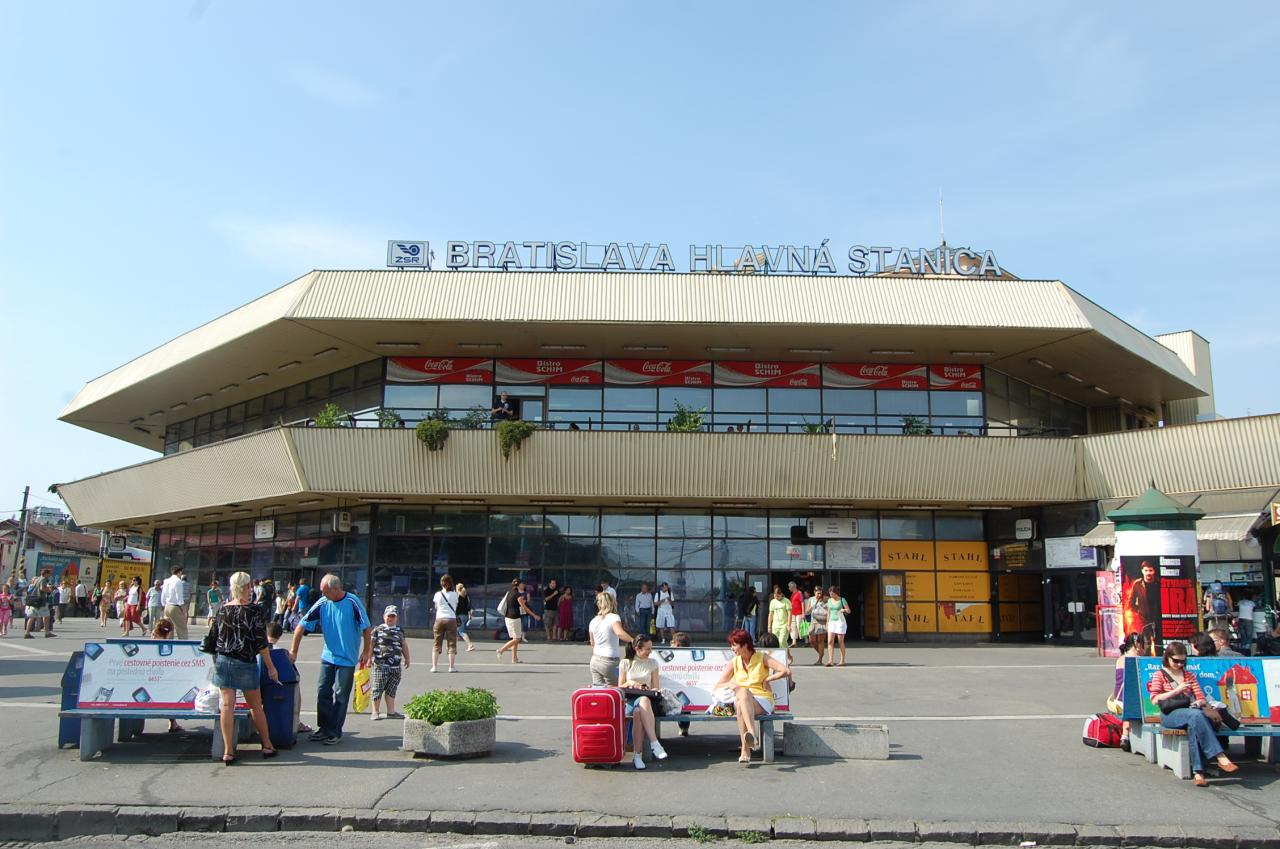
Centraal station in Bratislava

Železnice Slovenskej republiky a.s. (ŽSR) (Slowaaks voor Spoorwegen van de Slowaakse Republiek) is de spoorwegbeheerder in Slowakije.
De ŽSR werd in 1993 opgericht als Slowaakse opvolger van de Tsjechoslowaakse Staatsspoorwegen. Tot 1996 had de ŽSR het monopolie op spoorvervoer in Slowakije.
In 2002 werd de ŽSR opgesplitst. De ŽSR werd de beheerder van de infrastructuur terwijl het personen- en goederenvervoer naar het nieuwe bedrijf Železničná spoločnosť Slovensko, a. s. (ŽSSK) overging. In 2005 werd dit bedrijf opnieuw gesplitst in twee bedrijven: ŽSSK voor personenvervoer en ŽSSK Cargo voor goederenvervoer. De aandelen van de bedrijven zijn in handen van de overheid.

## Vervoersmaatschappijen
De volgende maatschappijen bieden reizigersvervoer aan op het Slowaakse spoorwegnet:
- Slowaakse spoorwegen: ŽSSK - Železničná spoločnosť Slovensko (zie externe link onderaan de pagina)
- Tsjechische spoorwegen: ČD - České dráhy
- Hongaarse spoorwegen: MÁV - Magyar Államvasutak
- RegioJet
- LEO Express Global